# Tarnawa Górna
Tarnawa Górna [pronunciación en polaco: /tarˈnava ˈɡurna/] es un pueblo en el distrito administrativo de Gmina Zembrzyce, dentro del Distrito de Sucha, Voivodato de Pequeña Polonia, en el sur de Polonia. Se encuentra aproximadamente 6 kilómetros al oeste de Zembrzyce, 8 kilómetros al noroeste de Sucha Beskidzka, y 44 kilómetros al sudoeste de la capital regional, Cracovia.
El pueblo estuvo establecido por Valacos en el siglo XVII y era inicialmente conocido como Rzedz o Rec.